# قصر آيت وافلا
قصر آيت وافلا هو قصرٌ (قريةٌ محصنة) في المغرب، يقعُ في منطقة جهة درعة تافيلالت. تبلغ مساحته 0.87 هكتار.